# Casearia spinescens
Casearia spinescens là một loài thực vật có hoa trong họ Liễu. Loài này được (Sw.) Griseb. mô tả khoa học đầu tiên năm 1866.